# Paul Radmilovic
Paolo Francesco „Paul” Radmilovic (Cardiff, 1886. március 5. – Weston-super-Mare, 1968. szeptember 29.) horvát és ír származású olimpiai bajnok walesi úszó, vízilabdázó, edző.